# Міжнародна конфедерація профспілок
Міжнародна конфедерація профспілок, МКП (англ. International Trade Union Confederation, ITUC) — найбільше світове профспілкове об'єднання. МКП була створена в 2006 році шляхом об'єднання Міжнародної конфедерації вільних профспілок (МКВП) і Всесвітньої конфедерації праці (ВКП). Установчий конгрес пройшов у Відні з 1 по 3 листопада, відразу після конгресів обох профспілкових федерацій, які ухвалили рішення про саморозпуск 31 жовтня.